# Chr. Øllgaard
Christian Øllgaard (født 24. august 1804 i København, død 12. oktober 1852 i Kalundborg) var en dansk amtsfuldmægtig. Øllgaard blev valgt ved kåring til Folketinget ved et suppleringsvalg i Holbæk Amts 4. valgkreds (Kalundborgkredsen) i 1851 efter Christian Tuxens død 27. november 1850. Han indtrådte i Folketinget 7. januar 1851 og genopstillede ikke ved folketingsvalget 1852.